# F. R. Abbott
Frank Roderic Abbott (* 11. August 1892; † 12. Oktober 1960) war ein US-amerikanischer Filmtechniker und Spezialist für visuelle Effekte, der bei der Oscarverleihung 1940 mit dem Oscar für technische Verdienste (Technical Achievement Award) ausgezeichnet wurde.

## Leben
Abbott, der 1939 als Fachmann für Rückprojektionen bei Vom Winde verweht (Gone with the Wind) mitgearbeitet hatte, arbeitete für die Bausch & Lomb Optical Co. und wurde 1940 zusammen mit Haller Belt und Alan Cook mit einem Oscar für technische Verdienste (Technical Achievement Award) ausgezeichnet, und zwar „für wichtige Beiträge in der gemeinsamen Entwicklung von neuen und verbesserten Entwicklungsprozessmaterial wie schnelleren Projektionslinsen“ (‚for important contributions in cooperative development of new improved Process Projection Equipment: for faster projection lenses‘).

## Auszeichnungen
- 1940: Oscar für technische Verdienste (Academy Technical Achievement Award)